# 东新桥 (上海市)

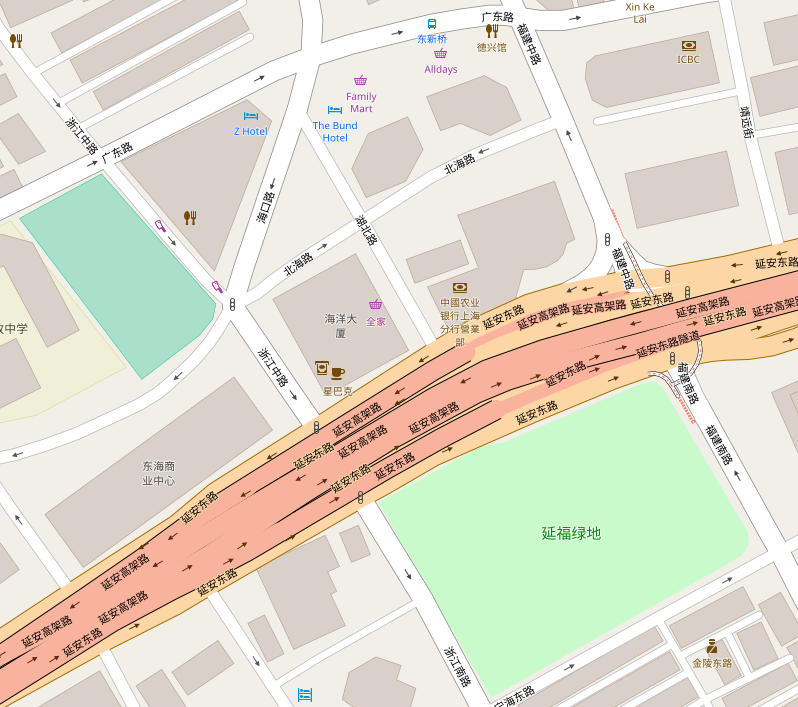
东新桥区片图

东新桥，位于上海市黄浦区中部的片区名，原为横跨洋泾浜上的桥梁。现在，东新桥一般指浙江中路北海路路口及附近一带地区。

## 历史
上海县城以北，即今延安东路的位置原为北郊的一条主要河流洋泾浜。1845年和1849年，英国和法国相继在上海设立租界，并以洋泾浜为界。为了沟通两租界的交通，同时方便英租界内民众前往上海县城，两个租界的市政机构工部局和公董局分别在洋泾浜上搭建数座桥梁。从东到西为外洋泾桥、二洋泾桥、三杨泾桥、三茅阁桥、带钩桥、郑家木桥。大致位置为今天的中山东一路、四川中路、江西中路、河南中路、山东中路、福建中路与延安东路的交会处。
1874年，随着租界的发展，工部局和公董局决定兴建洋泾浜第七座桥梁。这座桥梁选址在郑家木桥以西今浙江中路延安东路。因为是新建的桥梁，所以就命名为新桥。同时，法租界为此辟筑了一条新的马路连接新桥，命名为新桥街。之后几年，公共租界和法租界分别又在新桥以西的广西路与洋泾浜处修建第八座桥梁。因为这座桥处于新桥的西方，所以新的桥梁也就被称作西新桥。而原来的新桥也因此改称“东新桥”，新桥街也同时更名为东新桥街。1914年，洋泾浜被填埋，修筑爱多亚路(Avenue Edward VII)，就是今天的延安东路，东新桥也就因此被拆除。

## 片区情况

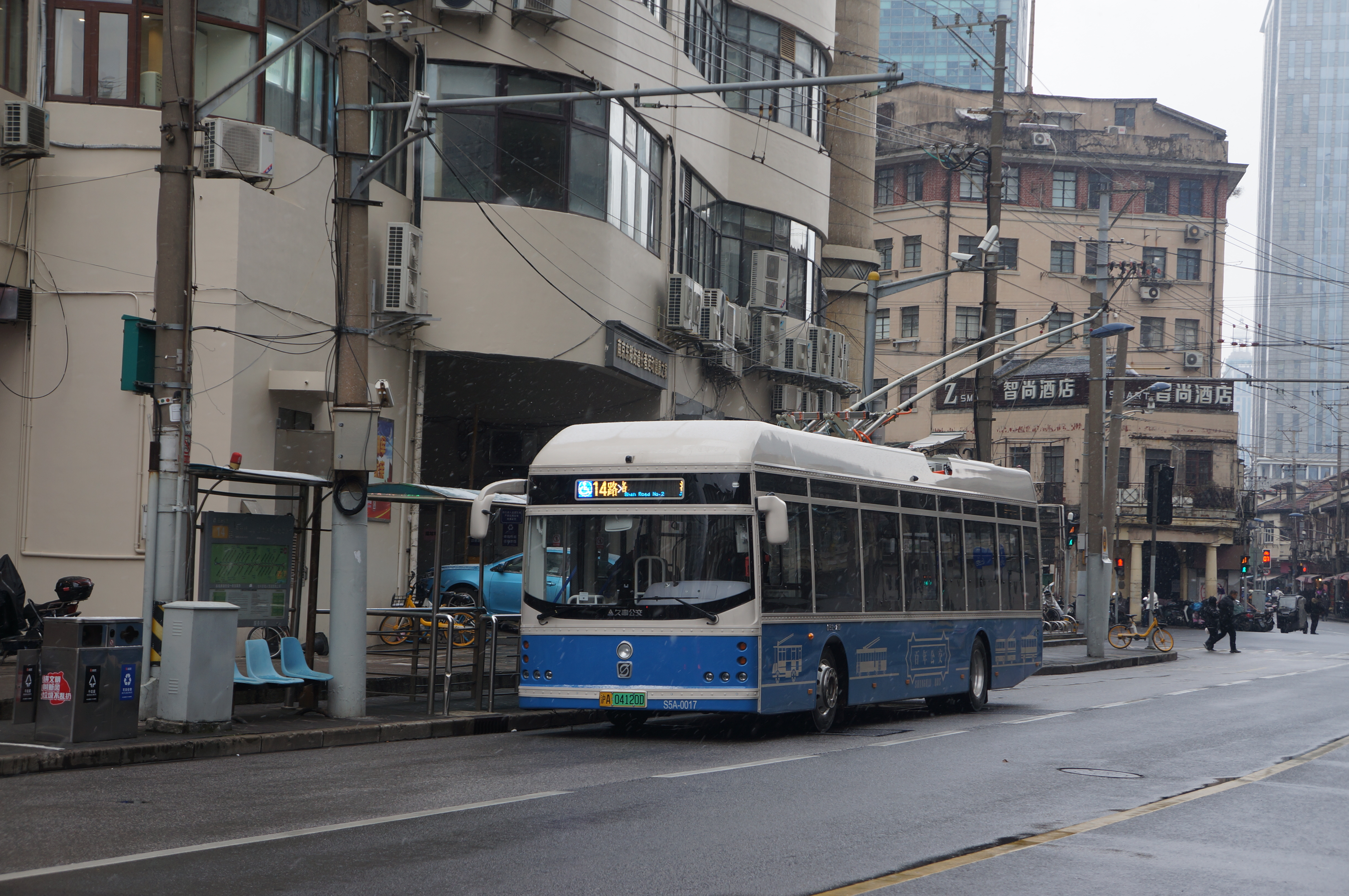
上海公交14路东新桥起点站（2023年）

由于东新桥建成后，连接起桥北的浙江路和桥南的东新桥街。这一地区也逐渐成为闹市区，尤其浙江路一带是上海茶馆、戏院、小吃摊的集中地区，因此更加带动了这一地区的发展。1908年，英商上海电车公司开通2路、5路有轨电车和法商电车电灯公司的3路、10路电车，均在此设置了东新桥站。目前，上海巴士电车公司仍在此地区设有14路，并且为该线的起讫点站。因此仍为一个上海市民熟悉的地名。
目前这一地区仍是上海传统居民区，以石库门住宅为主。

## 片区道路
- 浙江中路
- 北海路
- 浙江南路
- 湖北路
- 广东路

## 周边建筑
- 上海书城

## 周边交通
- 14路
- 37路
- 49路
- 71路
- 127路
- 451路
- 隧道三线